# Kubenkrankégn
Kubenkrankégn (Kuben-Kran-Krên, Kube-Krã-Kegn, Kuben-kran-kegn, Kuben-Kran-Kein, Kuben-Kran-Ken, Kubenkranken) jedna od plemena brazilskih Kayapo Indijanaca iz šire skupine Górotire. Unutar sebe dijele se na uže grupe Kuben-Kran-Krên, A’Ukre i Môikàràkô, svaka sa svojim vlastitim selom.